# مارتین وازکز
مارتین وازکز داور اروگوئه‌ای در تاریخ ۱۴ ژانویه ۱۹۶۹ در مونته ویدئو به دنیا آمد او از سال ۲۰۰۱ به جمع داوران بین‌المللی پیوست او تاکنون رقابت‌های المپیک ۲۰۰۸ چین، جام لیورتادورس، جام جهانی ۲۰۰۶ و جام جهانی ۲۰۱۰ را قضاوت کرده‌است.